# Municipio de Wise (Dakota del Norte)
El municipio de Wise (en inglés: Wise Township) es un municipio ubicado en el condado de McLean en el estado estadounidense de Dakota del Norte. En el año 2010 tenía una población de 37 habitantes y una densidad poblacional de 0,4 personas por km².

## Geografía
El municipio de Wise se encuentra ubicado en las coordenadas 47°32′22″N 100°44′44″O / 47.53944, -100.74556. Según la Oficina del Censo de los Estados Unidos, el municipio tiene una superficie total de 93.01 km², de la cual 86,46 km² corresponden a tierra firme y (7,04 %) 6,55 km² es agua.

## Demografía
Según el censo de 2010, había 37 personas residiendo en el municipio de Wise. La densidad de población era de 0,4 hab./km². De los 37 habitantes, el municipio de Wise estaba compuesto por el 100 % blancos. Del total de la población el 0 % eran hispanos o latinos de cualquier raza.